# Big Band Liechtenstein
Die Big Band Liechtenstein ist eine Big Band aus dem Fürstentum Liechtenstein, die sich vor allem dem zeitgenössischen Big-Band-Jazz widmet. Bandleader ist bis heute Benno Marxer.

## Geschichte
Der Grundstein zur heutigen Big Band Liechtenstein wurde 1983 gelegt. Benno Marxer war als Lehrer an der Liechtensteinischen Musikschule tätig und stellte aus eigener Initiative ein Ensemble in klassischer Big-Band-Besetzung zusammen, vorwiegend aus Schülern der Musikschule. Ein Name war schnell gefunden, als Ensemble der Liechtensteinischen Musikschule erhielt die Band kurzerhand den Namen LMS Big Band, unter dem schon bald die ersten Auftritte absolviert wurden. Unter der Leitung von Benno Marxer entwickelte sich die Band beständig weiter, so dass im Jahr 1987 die erste Langspielplatte aufgenommen werden konnte. Tatkräftige Unterstützung erhielt die LMS Big Band dabei vom schwedischen Trompeter Lennart Axelsson, der sich zu jener Zeit als Leadtrompeter der Big Band des Schweizer Radios DRS, bei James Last oder auch bei der NDR Bigband einen Namen gemacht hatte. 1991 erschien ein weiteres Album unter dem Titel „Does it all“ auf CD.
Das zehnjährige Jubiläum wurde 1993 mit einem besonderen Konzert gefeiert, an dem die Band mit dem bekannten Sänger und Entertainer Bill Ramsey auftrat. Anlässlich dieses Jubiläums wurde auch der Name in Big Band Liechtenstein geändert, mit dem die Loslösung von der Musikschule unterstrichen werden sollte. Denn in der breiten Öffentlichkeit wurde die Band noch meist als Schülerband angesehen. Welches Niveau sie aber mittlerweile erreicht hatte, bewies die Big Band Liechtenstein zwei Jahre später am 1. Schweizer Big Band Wettbewerb, wo sie sich als beste Amateurband auf dem dritten Platz hinter den beiden Profibands Swiss Big Band Eruption und Peter Eigenmann Big Band klassieren konnte. Aus diesem Wettbewerb, bei dem u. a. Billy Cobham der Jury angehörte, resultierten zwei Engagements an das renommierte Montreux Jazz Festival in den Jahren 1997 und 1998. Im Herbst 1998 ging die Band im Rahmen eines Kulturprogramms eine Woche auf Tournee und bereiste in dieser Zeit Österreich, Tschechien und Ungarn. Zwischen 1995 und 2011 folgten vier Live-Tonträger, bevor sich die Band im November 2012 erstmals seit über zehn Jahren wieder ins Tonstudio begab, wo das Album Hot Pot aufgenommen wurde, das am 31. Oktober 2013 zum 30-jährigen Jubiläum der Band veröffentlicht wurde.
Mittlerweile hat sich die Big Band Liechtenstein über die Landesgrenzen hinaus einen Namen gemacht, so kam es in der Vergangenheit zu Kooperationen und Konzerten mit Jazzmusikern wie Peter Herbolzheimer, Jiggs Whigham, Bob Mintzer oder James Morrison. Mit Morrison trat die Big Band Liechtenstein bereits mehrmals in Liechtenstein, Österreich, Deutschland und der Schweiz auf.
Bis heute besteht die Band bis auf wenige Ausnahmen aus Amateurmusikern.

## Stil
Der Musikstil der Big Band Liechtenstein orientiert sich weniger an traditionellen Swing-Big-Bands wie Benny Goodman oder Duke Ellington, sondern entspricht viel mehr dem modernen Big-Band-Jazz. So sind häufig Arrangements von Les Hooper, Sammy Nestico, Gordon Goodwin, Peter Herbolzheimer, Alan Baylock, Frank Mantooth, James Morrison u. v. m. im Repertoire zu finden. Die Stilrichtungen reichen dabei von Swing über Funk bis zu Hip-Hop und Latin.

## Diskografie
- LMS Big Band mit Lennart Axelsson (1987)
- Does It All (1991)[3]
- Big Band Liechtenstein live (1995)
- Alive (1998)[3]
- Voyage (2003)
- A Few Good Men (2011)
- Hot Pot (2013)
- 35/70 A Lifetime for Jazz (2019)